# Federal Reserve Bank
Une Federal Reserve Bank (« banque de la Réserve fédérale ») est la représentation régionale de la Réserve fédérale des États-Unis, la banque centrale des États-Unis. Il y en a douze au total, correspondant aux districts de réserve fédérale créée par le Federal Reserve Act 1913. Ces banques sont responsables conjointement de la mise en œuvre de la politique monétaire décidée par le Federal Open Market Committee et se subdivise ainsi :
- Federal Reserve Bank de Boston
- Federal Reserve Bank de New York
- Federal Reserve Bank de Philadelphie
- Federal Reserve Bank de Cleveland
- Federal Reserve Bank de Richmond
- Federal Reserve Bank d'Atlanta
- Federal Reserve Bank de Chicago
- Federal Reserve Bank de St. Louis
- Federal Reserve Bank de Minneapolis
- Federal Reserve Bank de Kansas City
- Federal Reserve Bank de Dallas
- Federal Reserve Bank de San Francisco

Certaines d'entre elles possèdent des succursales, mais l'ensemble a pour siège l'édifice Eccles à Washington (D.C.).

## Sources
- (en) Cet article est partiellement ou en totalité issu de l’article de Wikipédia en anglais intitulé « Federal Reserve Bank » (voir la liste des auteurs).